# Stenosemis caffra
Stenosemis caffra är en flockblommig växtart som beskrevs av Otto Wilhelm Sonder. Stenosemis caffra ingår i släktet Stenosemis och familjen flockblommiga växter. Inga underarter finns listade i Catalogue of Life.